# McGregor-Nunatak
Der McGregor-Nunatak ist ein Nunatak in der antarktischen Ross Dependency. In den Prince Olav Mountains ragt er nordöstlich des Red Raider Rampart und westlich des Mount Sellery auf.
Das New Zealand Antarctic Place-Names Committee benannte ihn in Anlehnung an die Benennung des McGregor-Gletschers. Dessen Namensgeber ist Victor Raymond McGregor (1940–2000), Geologe einer von 1961 bis 1962 durchgeführten Kampagne der New Zealand Geological Survey Antarctic Expedition.